# Gomphogyne cirromitrata
Gomphogyne cirromitrata là một loài thực vật có hoa trong họ Cucurbitaceae. Loài này được W.J.de Wilde & Duyfjes mô tả khoa học đầu tiên năm 2007.